# Cristian Cossù
Cristian Cossù, vollständiger Name John Christian Cossù Sánchez, (* 5. Juni 1992 in Montevideo) ist ein uruguayischer Fußballspieler.

## Karriere
Der nach Angaben seines Vereins 1,70 Meter große Mittelfeldakteur Cristian Cossù spielte bereits in der Jugend für den Club Atlético Cerro. In der Spielzeit 2012/13 kam er dort bei der in der Primera División antretenden Ersten Mannschaft zu drei Ligaeinsätzen. In der Saison 2013/14 absolvierte er sechs Erstligapartien. In der Spielzeit 2014/15 wurde er sechsmal (kein Tor) in der höchsten uruguayischen Spielklasse eingesetzt. Anfang August 2015 wechselte er zum Zweitligisten Club Atlético Torque. Dort bestritt er in der Saison 2015/16 sechs Partien (kein Tor) in der Segunda División.